# Freak Me
"Freak Me" é uma canção da cantora norte-americana Ciara escrita para seu álbum Beauty Marks, conta com a participação especial do cantor nigeriano Tekno. Contém interpolações de Before NKO da também artista nigeriana Tiwa Savage e foi escrita por Charles Enebeli, Ciara, J. R. Rotem, Michael Ajereh Collins, Theron Thomas, Tiwatope Savage  e produzida por J. R. Rotem.

## Faixas e formatos
| Download Digital |                          |         |  |
| N.º              | Título                   | Duração |  |
| 1.               | "Freak Me (feat. Tekno)" | 3:20    |  |

## Histórico de lançamento
| País  | Data                 | Formato          | Gravadora            |
| ----- | -------------------- | ---------------- | -------------------- |
| Mundo | 10 de Agosto de 2018 | Download digital | Beauty Marks, Warner |
| Mundo | 10 de Agosto de 2018 | Streaming        | Beauty Marks, Warner |